# Страйкер (Mortal Kombat)
Кёртис Страйкер (англ. Kurtis Stryker, чаще всего просто Страйкер) — персонаж из вселенной Mortal Kombat, созданной Эдом Буном и Джоном Тобиасом. Страйкер впервые появился в Mortal Kombat 3 1995 года, где был командиром специального подразделения по борьбе с беспорядками при департаменте полиции Нью-Йорка.
С момента своего появления Страйкер долгое время оставался единственным персонажем без сверхъестественных способностей. Помимо игровой серии, Страйкер представлен также в альтернативных медиа-источниках франшизы, таких как мультсериал «Смертельная битва: Защитники Земли» и веб-сериал «Смертельная битва: Наследие». Персонаж получил массу негативных отзывов в свой адрес относительно одежды, спецприёмов и добиваний.

## Появления

### В играх
Кёртис Страйкер — бывший морской пехотинец, который участвовал в войне в Персидском заливе. Во время событий Mortal Kombat 3 (1995) он возглавлял подразделение по борьбе с беспорядками, когда в крупном североамериканском мегаполисе (в последующих играх указывался как Нью-Йорк) открылся портал Внешнего Мира. Страйкер пытался поддерживать порядок среди населения в происходящем хаосе, но вскоре все человеческие души были захвачены Шао Каном, за исключением только тех, которые принадлежали избранным воинам. Недоумевая относительно того, почему его душа оказалась одной из тех немногих, которые были спасены после вторжения, Страйкер получил видение от Райдэна, поручившего ему отправляться на запад, чтобы встретиться там с другими избранными воинами и научиться выживать вместе, после чего перешёл к боевым действиям с намерением отомстить за жизни невинных жителей, которых он поклялся защищать и служить им. Наряду с другими воинами, Страйкер помогал освобождать Земное Царство после вторжения Шао Кана.
В режиме истории Mortal Kombat (2011), перезапускающей основную серию, Страйкер возглавлял команду SWAT, куда также входил Кабал, а во время вторжения из Внешнего Мира он присоединился к избранным воинам Райдэна. Как и большинство защитников Земли, Страйкер был убит Синдел, но впоследствии Куан Чи воскресил его. Страйкер как ревенант, сражающийся за Куан Чи и Шиннока, ненадолго появляется в Mortal Kombat X (2015).

#### Дизайн и игровой процесс
История персонажа с именем «Кёртис Страйкер» началась задолго до выпуска третьей части, поскольку разработчики изначально планировали включить его в самую первую игру Mortal Kombat. Однако ближе к концу разработки руководство Midway потребовало ввести в игру женского персонажа, в результате чего была создана Соня Блейд, которой отдали заранее подготовленный для Страйкера сюжет. Позже этот неиспользованный в первой части персонаж всё-таки появился в Mortal Kombat II, однако ему придумали новое имя — Джексон Бриггс (Джакс). Имя «Кёртис Страйкер» оставалось невостребованным вплоть до МК3, где его отдали совершенно новому персонажу-полицейскому. Страйкер задумывался как персонаж-спецназовец, но разработчикам не хотелось делать его похожим на обычного спецназовца, поэтому они решили сделать дизайн более простым и изящным. Предполагалось также оснастить его несколькими типами оружия, однако реализации оригинальной идеи препятствовали технические ограничения.
Его арсенал в игре составляют взрывчатые вещества, огнестрельное оружие, электрошокеры и дубинки, используемые Страйкером при выполнении спецприёмов и добиваний. Страйкер считался высококлассным бойцом, особенно после того, как разработчики выдали ему пистолет в Ultimate Mortal Kombat 3, использование которого предполагалось в качестве одного из спецприёмов в оригинальной третьей части, однако оружие убрали во время тестирования игры. Джон Тобиас, соавтор серии и дизайнер, создавший Страйкера, предполагал, что тот станет одним из самых популярных персонажей в игре. Многие осуждали его внешность «обычного человека» и спецприёмы и признавали их не соответствующими обстановке вымышленного мира Mortal Kombat. Эд Бун утверждал, что именно поэтому он является одним из «скрытых секретов» MK3. Страйкеру преднамеренно создали новый образ в Armageddon, чтобы для критиков персонаж выглядел более привлекательным, чем в первоначальном варианте. В 2012 году Тобиас признался, что и сам не был доволен персонажем и лично «ненавидел» Страйкера. Он пошутил, что если бы мог переместиться назад во времени и переделать каких-либо персонажей, то занялся бы Страйкером и Кабалом.

### В других адаптациях
Страйкер стал одним из главных героев мультсериала 1996 года «Смертельная битва: Защитники Земли», где наряду с Лю Каном, Саб-Зиро, Джаксом, Соней, Ночным Волком и Китаной также входил в число избранных воинов Райдэна. Он изображён как грубый педант, презирающий любимицу Ночного Волка, одомашненную волчицу Киву. Его дубинка скрывает в себе электронное устройство, посредством которого он закрывает межпространственные разрывы, вызванные вторжением из иных миров. Страйкер играет большую роль в «Fall from Grace» (в российской интерпретации «Сражение с Шоканами»), седьмом эпизоде мультсериала, в котором импульсивность Сони, отказавшейся во время боя подчиниться приказу, приводит к его серьёзному ранению. Впоследствии он вынужден был оставаться в штабе с временно отстранённой Соней и Кивой, однако благодаря слаженным действиям им удалось отбить нападение Шоканов на базу. В мультсериале персонажа озвучивал Рон Перлман, причём в финальных титрах его имя было неверно указано как «Striker».
Несмотря на то, что в течение фильма «Смертельная битва 2: Истребление» 1997 года персонаж не появляется на экране, в диалогах упоминаются Страйкер и Кабал как «двое лучших земных воинов», схваченных Рейном. Шао Кан незамедлительно убил его после того, как Рейн признался, что пощадил обоих. Страйкер и Кабал подробнее рассматривались в черновом варианте сценария, причём оба они пребывали в заключении во Внешнем Мире и работали под надзором Бараки в кобальтовой шахте, в которой также находилась Китана в плену. После того как Лю Кан проник в тюрьму, убил Бараку и спас Китану, Кабал и Страйкер организовывают восстание заключённых против охранников. Эта линия не была включена в последующий сценарий и новеллизацию.
В сериале «Смертельная битва: Наследие» 2011 года, поставленном режиссёром Кевином Танчароеном, Страйкер, роль которого в первом сезоне исполнил Тамо Пеникетт, появился в первых двух эпизодах в качестве лидера штурмовой группы SWAT под командованием Джакса. Они были вынуждены провести рейд, чтобы спасти Соню, которую Кано схватил и удерживал в заложниках на складе, где преступники «Чёрного Дракона» осуществляли свои операции. В результате Страйкер и его команда вступают в вооружённое столкновение с бандитами. Позднее он навещает раненую Соню в больнице и сообщает, что руки прикрывшего её от взрыва Джакса были сильно повреждены. Эрик Джакобас сменил Пеникетта во втором сезоне 2013 года, причём наиболее значимые появления персонажа происходят в третьем эпизоде, когда Райдэн отбирает земных воинов для турнира. В финале Страйкер перевязывает раны Джонни Кейджу, прежде чем оба подвергаются внезапному нападению Лю Кана. В ходе драки Страйкер применяет электрошокер, действие которого оказалось малоэффективным; однако в тот самый момент, когда Лю Кан уже собрался прикончить обоих, вмешался Кун Лао. В интервью Nerd Reactor 2013 года Джакобас охарактеризовал Страйкера как «рыбу без воды», поскольку тот «использует пистолет, где у всех остальных есть огненные шары», и добавил, что его персонаж «не похож на поедающего пончики полицейского, как в Mortal Kombat 3».

## Приём
В 2008 году GameDaily рассматривал Страйкера 9-м среди 25-и самых причудливых персонажей файтингов, причём называл его «посмешищем», сравнивая с актёром Стивеном Сигалом. Дэна Райкерта из Game Informer в 2010 году позабавил тот факт, что в Deception Страйкер пребывал взаперти в тюремной камере, однако «вооружённому электрошокером неудачнику» вообще не следует появляться в Mortal Kombat. Он возглавил рейтинг Topless Robot из 8-и персонажей Mortal Kombat, бестолковых даже по меркам серии, причём обозреватель Райан Астон называл Страйкера «чрезвычайно странным», поскольку его внешний вид и вооружение не укладываются в формат альтернативной вселенной. В 2011 году Дастин Квиллен из 1UP.com отмечал в своей статье «The Top Ten Times Mortal Kombat Went Wrong», что «сверхспособность Страйкера заключается в том, что у него есть пистолет и глупое имя», поэтому он вообще нигде не востребован.
Несмотря на все критические замечания в свой адрес, Страйкер в 2012 году занял 18-е место в рейтинге UGO из 50-и лучших персонажей Mortal Kombat. Complex назвал 6-м самым недооценённым персонажем серии Mortal Kombat Страйкера, вызывающего ничем не оправданную ненависть к себе за то, что является обычным парнем, «но именно поэтому мы ценим его». Den of Geek среди всех персонажей серии в 2015 году 20-м поставил Страйкера, который «был непреднамеренной шуткой в Mortal Kombat 3», однако «постепенно с течением времени становился лучше». «Он стал таким крутым» — восхищался обновлённым образом Страйкера в перезагрузке 2011 года Роберт Найтор из Hardcore Gaming 101. Обозреватель также предположил, что, «вероятно, из-за его пивного животика и по-дурацки перевёрнутой кепки» тот оказался одним из самых ненавидимых в истории серии персонажей.